# Rubia discolor
Rubia discolor är en måreväxtart som beskrevs av Porphir Kiril Nicolai Stepanowitsch Turczaninow. Rubia discolor ingår i släktet krappar, och familjen måreväxter.
Artens utbredningsområde är Etiopien. Inga underarter finns listade i Catalogue of Life.